# 原田大介
原田 大介（はらだ だいすけ、1984年2月2日 - ）は、日本のプロゴルファー。大阪府出身。専修大学卒業。身長168 cm。

## 経歴
13歳からゴルフを始める
2001年 関西ジュニアゴルフ選手権 2位タイ、全国高校ゴルフ選手権 2位タイ
2003年 関東学生 ベスト8 
2005年 日本学生ゴルフ選手権15位タイ
2006年1月31日にツアープレーヤーに転向
2012年４月19日つるやオープントーナメントツアーデビュー
2016年 日本プロゴルフ選手権出場
2017年 日本オープンゴルフ選手権出場